# 浦木健太
浦木 健太（うらき けんた、1975年 - ）は、日本の元アルペンスキー選手、実業家。東京都出身。2025年現在はスキー用品メーカーのケスレの代理店などを経営する。

## 略歴
中学まで新潟県の石打丸山スキー場で過ごし高校はアメリカへ。高校卒業後は当時ベネトン傘下だったノルディカの日本法人（日本ノルディカ）に入社。全日本アルペンチームに10年間在籍しヨーロッパ各国を転戦した。1996年は全日本スキー選手権大会アルペンスキー競技の男子大回転で優勝し、1996年アジア冬季競技大会でも男子大回転で金メダルを獲得。1997年アルペンスキー世界選手権では日本代表に選ばれ男子大回転に出場するが、1本目途中棄権に終わる。2004年、29歳で現役を引退した。
引退後は青山学院大学経済学部に入学する一方で（2008年卒業）、中国アルペンチームヘッドコーチを経て、一時は横浜市でウェディングサロンを経営していた。その間アルペンスキー・ワールドカップの解説もこなす。2015年に米国ハワイへ移住。
2018年から全日本アルペンチームのヘッドコーチとして雪上に復帰し、2019年にはオーストリアのインスブルックに移住した。2022年北京オリンピックでは小山陽平・安藤麻らを指導するが、結果は不発に終わった。北京五輪を最後にアルペンチームから離れ、現在は、ケスレスキー日本総代理店の株式会社エクスパンダをオーストリアからリモート経営している。